# Răzvan-Ioan Dincă
Răzvan-Ioan Dincă (n. 3 iunie 1974, Bacău, România) este un regizor artistic, producător de spectacole muzicale, antreprenor cultural și poet român. De-a lungul carierei sale a fost director al Teatrului Național de Operetă „Ion Dacian” din București, director al Operei Naționale din București și este în prezent Președintele director general al Societății Române de Radiodifuziune.
A regizat și produs spectacole de teatru, muzical și operă, a organizat evenimente naționale și internaționale la București, a colaborat cu regizori de renume din străinătate și a reușit să aducă pe scena românească artiști importanți.

## Educație
A absolvit în 2001 Universitatea Națională de Artă Teatrală și Cinematografică „I.L.Caragiale”, Facultatea de Teatru, secția Regie (2001), urmând apoi aceeași specializare în cadrul masteratului (2004-2006) și doctoratului, obținut în 2010.

## Carieră
În activitatea profesională, a fost consultant artistic al Teatrului „George Ciprian” din Buzău (2001-2002) și ulterior director (2002-2006), producător general, manager și organizator, în această perioadă realizând numeroase proiecte.
A fost, de asemenea, directorul și managerul primelor trei ediții ale Festivalului Internațional de Teatru „Gala Noilor Generații – Capul de... Regizor”. În calitate de producător, a participat în 2003 la montarea primului spectacol de musical din Europa Centrală și de Sud-Est, Godspell, în regia lui Calvin McClinton (SUA) și coregrafia Edie Cowan (SUA). În 2006, introduce teatrul buzoian în cadrul rețelei EUNETSTAR II.

### Teatrul Național de Operetă „Ion Dacian” (2006-2012)
În perioada 2006-2012 a fost Director General al Teatrului Național de Operetă „Ion Dacian” din București. În anul 2008 devine Director și Producător General al Festivalului Internațional al Artelor Spectacolului Muzical „Viața e frumoasă!”.
A regizat mai multe spectacole de teatru, spectacole muzicale, operă și operetă, în țară și în București, cum ar fi Liliacul de Johann Strauss-fiul, Paris, mon amour, spectacol-colaj, Voievodul țiganilor de Johann Strauss-fiul sau Contesa Maritza de Emmerich Kálmán.
În această perioadă produce primele spectacole de musical sub licență din România - Romeo și Julieta (Gérard Presgurvic) și Rebecca (Sylvester Levay). Introduce pentru prima dată în România spectacole realizate în sistem de co-producție, alături de Teatrul de Operetă și Musical din Budapesta.
În perioada 2009-2013 a fost Manager al proiectului Sprijin pentru competențe în artele spectacolului din România – SCENART, prin intermediul căruia Teatrul Național de Operetă „Ion Dacian” a devenit primul și singurul furnizor de formare autorizat pentru principalele meserii din domeniul artelor spectacolului.
A fost formator pentru cursul de producător delegat de teatru, meserie pe care a introdus-o pe piața muncii din România, realizând, alături de Accademia Teatro alla Scala, demersurile legale pentru formalizarea acesteia din punct de vedere legislativ.
În anul 2010, pentru spectacolul Liliacul, primește atât Premiul „Actualitatea Muzicală” pentru regie, cât și Premiul pentru cel mai bun spectacol muzical al anului în cadrul Galei VIP pentru Artele Spectacolului.
În anul 2012, Guvernul Republicii Maghiare îi acordă Premiul Pro Cultura Hungarica, iar în 2013 devine cetățean de onoare al orașului Buzău.

### Opera Română (2012-2015)
Începând cu anul 2012, în calitate de Director și producător general al Operei Naționale București, a produs un număr de peste 15 spectacole în premieră, cu echipe de creație internaționale. Printre acestea se numără: Fantoma de la Operă, La Traviata, Rigoletto, Falstaff, Tosca, La fille mal gardée, La Sylphide și Giselle.
La cele de mai sus se adaugă evenimente precum Concursul Internațional de Canto „Grand prix de l'Opera”, care sub direcția sa devine singurul eveniment de acest tip din România și printre puținele din lume recunoscut de către Federația Mondială a Competițiilor Muzicale Internaționale. Concursul a avut anual participanți din peste 100 țări și un juriu format din personalități de referință la nivel internațional. Totodată a produs Promenada Operei, eveniment în aer liber cu o participare de peste 10.000 spectatori anual.
Printre artiștii și personalitățile cu care a colaborat în cei peste 15 ani de activitate se numără regizorii Stephen Barlow, Paul Curran, Graham Vick (unul dintre cei mai importanți regizori ai momentului, deținător printre altele a titulaturii de Membru de onoare a Royal Philharmonic Society, alături de personalități culturale precum Rossini, Brahms, Stravinsky, Schumann), coregrafi precum Johan Kobborg, Ethan Stiefel, cei mai importanți balerini ai momentului în lume (printre care Alina Cojocaru).
În 2015 a convins managementul rețelei Opera Europa (cea mai importantă platformă dedicată managerilor de opere din lume) să realizeze conferința de toamnă la București, în premieră în Europa de sud-est, ca o recunoaștere a renașterii artistice și muzicale.
Tot în calitate de producător a adus publicului din București artiști precum Gotan Project, Pink Martini, Mariza, The Tiger Lillies, mare parte din aceștia în premieră în România. Nu în ultimul rând, a produs primul și unicul concert al artistei Laurie Anderson la București. Spectacolele și evenimentele produse au avut ecouri inclusiv la nivel internațional, acestea fiind menționate în ultimii ani în publicații precum: Dance Magazine, Opera Magazine, La Croix, Kronen Zeitung.

### My Fair Lady,Mamma MiașiShrek(2016-2018)
Printre altele, Răzvan-Ioan Dincă a avut activitate în zona de business, gestionând și fiind acționar al unor grupuri de firme în domeniul mediului, presei, spectacolelor, evenimentelor și producției.
Pe parcursul celor peste 15 ani de activitate a gestionat bugete anuale de peste 10 milioane de euro, echipe și producții de anvergură (spectacole de operă și musical cu peste 150 oameni pe scenă).
A fost cooptat de către autorități publice locale și centrale să facă parte din mai multe comisii de concurs și din diferite jurii naționale și internaționale, în domenii precum teatrul dramatic, canto, interpretare muzicală, instrumentală, balet.
În 2016 a co-produs alături de Digiplex Cinema, primul musical licențiat, My Fair Lady, într-un spațiu neconvențional (cinematograf).
În 2018 a fost co-producător și regizor al musicalului Mamma Mia! în România, spectacol ce s-a jucat și continuă să se joace în București și în țară, reușind performanța să umple Sala Palatului de 12 ori (aceasta are o capacitate de 4000 de locuri). În 2020 a obținut drepturile de licențiere exclusivă pe teritoriul României a musicalului Shrek.
A publicat două cărți de poezie (Ceva ce moare când noi ne trezim, Editura Tracus Arte, 2010 și Zăpezi bipolare, Editura Tracus Arte, 2020). Este membru al UNITER. Din 2016 este antreprenor cultural și om de afaceri.

### Societatea Română de Radiodifuziune (2021-prezent)
În toamna anului 2021, cu 250 voturi în favoarea sa, Răzvan Ioan Dincă este ales de către Parlamentul României pentru a ocupa funcția de Președinte Director General al Societății Române de Radiodifuziune. Entitatea media a statului român are în subordine Direcția de formații muzicale, ce reunește patru orchestre și două coruri (Orchestra Națională Radio, Orchestra de Cameră Radio, Big Band-ul Radio, Orchestra de muzică populară Radio, Corul de copii al Radio România și Corul Academic Radio), cu peste 400 de angajați. 
Principalele obiective ale mandatului lui Dincă se centrează în jurul modernizării și digitalizării instituției, precum și creșterea audienței posturilor din umbrela Radio România și captarea atenției publicului tânăr.
În paralel, regizează spectacolele Crai nou, opereta lui Ciprian Porumbescu, la Opera Națională București și Fantoma de la operă, spectacol de musical de Andrew Lloyd Webber, la Opera Națională București, unde primele opt spectacole au fost sold out.

## Spectacole

### Spectacole regizate
- 2000 - Visul unei nopți de vară, de William Shakespeare, Teatrul „George Bacovia”, Bacău
- 2000 - Bărbierul din Sevilla, de Pierre_Beaumarchais, Teatrul „George Ciprian”, Buzău
- 2001 - Acolo, departe, de Mircea Ștefănescu, Teatrul „George Ciprian”, Buzău
- 2001 - O familie trăsnită, de Noel Coward, Teatrul „George Ciprian”, Buzău
- 2001 - Ce înseamnă să fii onest, de Oscar Wilde, Teatrul „George Ciprian”, Buzău
- 2002 - O scrisoare pierdută, de Ion Luca Caragiale, Teatrul Național Târgu Mureș
- 2002 - Shakespeare. In love, spectacol în cadrul Festivalului de teatru organizat de British Airways
- 2002 - Buharin, de Adrian Mihalache, spectacol-lectură în cadrul Colocviului Național de Dramaturgie, Editia I, Sinaia
- 2002 - Fata babei și fata moșului, spectacol pentru copii, Teatrul „George Ciprian”, Buzău
- 2002 - Cum vă place, de William Shakespeare, Teatrul „George Bacovia”, Bacău
- 2003 - Idealul, de Paul Ioachim (spectacol lectură), Teatrul „George Ciprian”, Buzău
- 2004 - Capul de rățoi, de George Ciprian, Teatrul Nottara, București
- 2005 - A douăsprezecea noapte, de William Shakespeare, Teatrul Bacovia, Bacău
- 2006 - Momaia, după A. P. Cehov, dramatizare de Nicolae Urs, Teatrul "George Ciprian", Buzău Deceballo, Opera Națională București
- 2007 - Contesa Maritza, operetă în două acte de Emmerich Kalman, Teatrul Național de Operetă „Ion Dacian”
- 2007 - Flautul fermecat, de W. A. Mozart, Opera Națională București
- 2008 - Voievodul Țiganilor, operetă în două acte de Johann Strauss, Teatrul Național de Operetă „Ion Dacian”
- 2010 - Paris, mon amour, colaj de șansonete celebre, Teatrul Național de Operetă „Ion Dacian”
- 2011 - Liliacul, operetă în trei acte de Johann Strauss-fiul, Teatrul Național de Operetă „Ion Dacian”
- 2016 - My Fair Lady, spectacol de musical de Alan Jay Lerner și Frederick Loewe
- 2018 - Mamma Mia! The Musical, spectacol de musical de Judy Craymer
- 2022 - Crai nou, operetă de Ciprian Porumbescu, Opera Națională București
- 2023 - Fantoma de la Operă, spectacol de musical de Andrew Lloyd Webber, Opera Națională București

### Spectacole produse și co-produse
- 2009 - Romeo și Julieta, spectacol de musical după Gérard Presgurvic, în regia lui Kérenyi Miklós Gábor, co-producție cu Teatrul de Operetă și Musical din Budapesta
- 2010 - Gotan Project în concert în cadrul Festivalului Internațional al Artelor Spectacolului Muzical “Viața e frumoasă!”, Teatrul Național de Operetă „Ion Dacian”
- 2010 - Pink Martini în concert în cadrul Festivalului Internațional al Artelor Spectacolului Muzical “Viața e frumoasă!”, Teatrul Național de Operetă „Ion Dacian”
- 2010 - Mariza în concert în cadrul Festivalului Internațional al Artelor Spectacolului Muzical “Viața e frumoasă!”, Teatrul Național de Operetă „Ion Dacian”
- 2010 - The Tiger Lillies în concert în cadrul Festivalului Internațional al Artelor Spectacolului Muzical “Viața e frumoasă!”, Teatrul Național de Operetă „Ion Dacian”
- 2010 - Laurie Anderson în concert în cadrul Festivalului Internațional al Artelor Spectacolului Muzical “Viața e frumoasă!”, Teatrul Național de Operetă „Ion Dacian”
- 2011 - Rebecca, spectacol de musical în două acte de Michael Kunze și Sylvester Levay, în regia lui Attila Béres, co-producție cu Teatrul de Operetă și Musical din Budapesta
- 2015 - Fantoma de la Operă, musical de Andrew Lloyd Webber în regia lui Stephen Barlow, Teatrul Național de Operetă „Ion Dacian”
- 2015 - La Traviata, operă în trei acte de Giuseppe Verdi, în regia lui Paul Curran, Teatrul Național de Operetă „Ion Dacian”
- 2015 - Rigoletto, operă în trei acte de Giuseppe Verdi în regia lui Cristian Mihăilescu, Teatrul Național de Operetă „Ion Dacian”
- 2015 - Falstaff, operă buffă în trei acte de Giuseppe Verdi, în regia lui Graham Vick, Teatrul Național de Operetă „Ion Dacian”
- 2014 - Tosca, operă în trei acte de Giacomo Puccini, în regia lui Alfred Kirchner, Teatrul Național de Operetă „Ion Dacian”
- 2014 - La fille mal gardée, spectacol de balet după Sir Frederick Ashton, în regia lui Johan Kobborg și Malin Thoors, Teatrul Național de Operetă „Ion Dacian”
- 2014 - La Sylphide, spectacol de balet de Herman Severin, în regia lui Johan Kobborg, Teatrul Național de Operetă „Ion Dacian”
- 2014 - Giselle, spectacol de balet în două acte de Adolphe Charles Adam, în regia lui Johan Kobborg și Ethan Stiefel (adaptare după Marius Petipa), Teatrul Național de Operetă „Ion Dacian”
- 2016 - My Fair Lady, spectacol de musical de Alan Jay Lerner și Frederick Loewe
- 2018 - Mamma Mia! The Musical, spectacol de musical de Judy Craymer și Catherine Johnson
- 2020 - obținerea drepturilor pentru Shrek! The Musical, spectacol de musical de David Lindsay-Abaire și Jeanine Tesori

## Premii și distincții
- 2011 - Premiul pentru cel mai bun spectacol muzical al anului, acordat de către Revista Actualitatea Muzicală, pentru regia spectacolului „Liliacul” de Johann Strauss-fiul, la Teatrul Național de Operetă „Ion Dacian”
- 2011 - Premiul pentru regie acordat de către Revista Actualitatea Muzicală, pentru regia spectacolului „Liliacul” de Johann Strauss-fiul, la Teatrul Național de Operetă „Ion Dacian”
- 2011 - Premiul pentru Parteneriat Cultural în cadrul Galei Premiilor Radio România Cultural
- 2012 - Premiul „Pro Cultura Hungarica”, înaltă distincție oferită de către Guvernul Republicii Ungare pentru contribuția la dezvoltarea relațiilor de cooperare culturală dintre România și Ungaria
- 2013 - Cetățean de onoare al Municipiului Buzău
- 2013 - „Premiul special pentru susținerea poeziei” din partea Asociației Publicațiilor Literare și a Editorilor Români (APLER), în cadrul celei de-a 15-a ediții a Premiilor (acordate pentru anul editorial 2012)
- 2020 - Premiul special pentru poezie pentru volumul Zăpezi bipolare din partea Asociației Publicațiilor Literare și a Editorilor Români (APLER), în cadrul celei de-a 22-a ediții a Premiilor

## Publicații
- 2010 - Ceva ce moare cand noi ne trezim, volum de poezie publicat la Editura Tracus Arte
- 2020 - Zăpezi Bipolare, volum de poezie publicat la Editura Tracus Arte